# Hipódromo Chile
Hipódromo Chile é uma praça de corridas pertencente ao clube hípico chileno com o mesmo nome (Sociedad Hipódromo Chile) , localizada em Independencia (Chile)  na Grande Santiago, inaugurada em 1906. 

## Detalhes da Pista

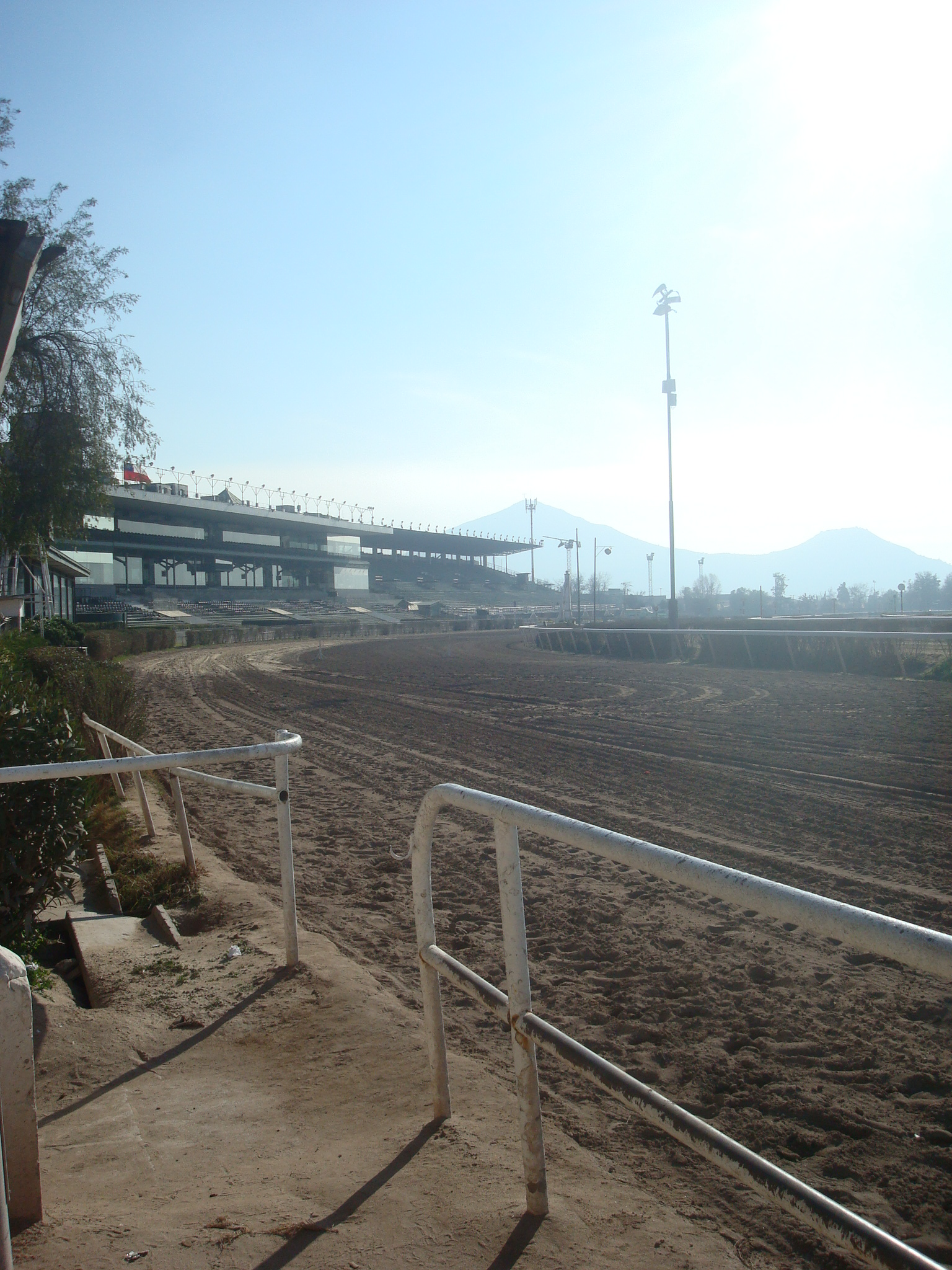
Pista do hipódromo.

Possui uma pista aproximadamente triangular com  1 645 m , de areia. 
As corridas ocorrem no sentido anti-horário , como as do Brasil, (contrário aos ponteiros do relógio, ou left-handed) oposto ao do que ocorre no Club Hipico de Santiago.

## Dias de Corrida
Hipodromo Chile produz mais que 1500 páreos por ano, aos sábados e às quintas feiras alternadas .
São 86 dias de corrida por ano, 19 páreos por dia.Sábado e em quintas feiras alternadas (86 dias de corrida por ano, 19 páreos por dia). 
A principal competição é o Gran Premio Hipódromo Chile, grupo I , em 1 milha e 3/8, pista de areia, em abril. De grande importância ainda é uma das provas da Tríplice Coroa chilena, o St. Leger Chileno.
Sedia 8 corridas Grupo I , 9 Grupo II, 10 Grupo III e 14 Listadas .